# Кёниг, Алексей Михайлович
Алексе́й Миха́йлович Кёниг (род. 15 августа 1990, Березники, Пермская область) — российский легкоатлет, мастер спорта России международного класса.

## Карьера
Бронзовый призёр чемпионатов России 2012 и 2014 годов в эстафете 4×400 метров, а также бронзовый призёр чемпионата России 2013 года в беге на 400 метров.
Серебряный призёр чемпионата России в помещении 2013 в эстафете 4×200 метров и серебряный призёр чемпионата 2015 года в беге на 400 метров.
На молодёжном чемпионате Европы 2011 года в составе сборной России выиграл бронзу в эстафете 4×400 метров. На чемпионате Европы в помещении 2015 года в эстафете 4×400 метров занял 4-е место.